# Stickstoff(II)-fluorid
Stickstoff(II)-fluorid, auch Distickstofftetrafluorid, ist eine chemische Verbindung der Elemente Stickstoff und Fluor mit der Summenformel N2F4. Stickstoff hat hier die Oxidationsstufe +2. Die Verbindung zählt zur Gruppe der Stickstoffhalogenide.

## Darstellung
Stickstoff(II)-fluorid kann durch Reduktion von Stickstofftrifluorid synthetisiert werden. Hierzu wird es in einer Redox-Reaktion bei erhöhter Temperatur mit einem Metall, beispielsweise Kupfer, das zu Kupfer(I)-fluorid oxidiert wird, umgesetzt.
{\displaystyle \mathrm {2\ NF_{3}\ +\ 2\ M\ {\xrightarrow {375\cdot C}}\ N_{2}F_{4}\ +\ 2\ MF} }

## Eigenschaften
Es handelt sich bei Raumtemperatur um ein farbloses Gas, das bei −73 °C kondensiert und bei −164,5 °C erstarrt.
Zwei Konformere liegen im Gleichgewicht vor, die gauche- und die trans-Form. Analog zu Hydrazin ist die trans-Form, bei der die Fluoratome auf Lücke stehen, energetisch – in diesem Fall um etwa 2 kJ·mol−1 – günstiger. Die Inversionsbarriere zwischen beiden Konformationen beträgt 12,5 kJ·mol−1.
Die Bindungslänge zwischen den Stickstoffatomen beträgt 148 pm, die N-F-Bindungslänge 139 pm.
Stickstoff(II)-fluorid ist sehr reaktiv und ein starkes Fluorierungsmittel. Die N-N-Einfachbindung ist infolge der −I-Effekte durch die Fluorsubstituenten leicht radikalisch spaltbar. Mit brennbaren Stoffen wie Wasserstoff kann es heftig reagieren. Hydrolytisch ist es weniger stabil als Stickstofftrifluorid.

## Verwendung
Stickstoff(II)-fluorid oxidiert elementares Lithium zu Lithiumfluorid und -nitrid.
{\displaystyle \mathrm {10\ Li\ +\ N_{2}F_{4}\longrightarrow \ 4\ LiF\ +\ 2\ Li_{3}N} }